# 桂圩镇
桂圩镇，是中华人民共和国广东省云浮市郁南县下辖的一个乡镇级行政单位。

## 行政区划
桂圩镇下辖以下地区：
桂圩社区、罗顺社区、平全村、勿坦村、木强村、金旺村、古田村、新塘村、桂圩村、图新村、桂连村、岗罗村、满口村、丁村、木林村、螺村、社廊村、齐源村、知备村、顺坦村、罗顺村和江咀村。